# Голмайстор на България
Голмайстор на България е футболна награда, връчвана от Българския футболен съюз на футболиста отбелязал най-много голове в рамките на един сезон от А футболна група. Голмайсторския приз се връчва от 1949 г.

## Топ 3 на голмайсторите на България
| Сезон   | Мачове | Голмайстор                                                               | Второ място                                                     | Трето място                                                 |
| ------- | ------ | ------------------------------------------------------------------------ | --------------------------------------------------------------- | ----------------------------------------------------------- |
| 1937/38 | 18     | Крум Милев – 12 гола Славия (София)                                      | ?                                                               | ?                                                           |
| 1938/39 | 18     | Георги Пачеджиев – 14 гола АС-23 (София)                                 | Христо Попов – 13 гола Спортклуб (Пловдив)                      | Димитър Николаев – 11 гола Левски (Русе)                    |
| 1939/40 | 18     | Янко Стоянов – 14 гола Левски (София)                                    | Димитър Николаев – 10 гола ФК-13 (София)                        | Любомир Ангелов – 9 гола ОСК АС-23 (София)                  |
| 1939/40 | 18     | Янко Стоянов – 14 гола Левски (София)                                    | Димитър Николаев – 10 гола ФК-13 (София)                        | Георги Манолов – 9 гола ЖСК (София)                         |
| 1948/49 | 18     | Димитър Миланов – 11 гола Ц.Д.Н.В. (София)                               | -                                                               | Георги Кардашев – 9 гола ПСК Левски (София)                 |
| 1948/49 | 18     | Недко Недев – 11 гола Ботев при ДНВ (Варна)                              | -                                                               | Георги Кардашев – 9 гола ПСК Левски (София)                 |
| 1950    | 18     | Любомир Хранов – 11 гола Динамо (София)                                  | Йордан Томов – 8 гола Динамо (София)                            | -                                                           |
| 1950    | 18     | Любомир Хранов – 11 гола Динамо (София)                                  | Арсен Димитров – 8 гола Динамо (София)                          | -                                                           |
| 1950    | 18     | Любомир Хранов – 11 гола Динамо (София)                                  | Васил Спасов – 8 гола Академик (София)                          | -                                                           |
| 1950    | 18     | Любомир Хранов – 11 гола Динамо (София)                                  | Стефан Гецов – 8 гола Академик (София)                          | -                                                           |
| 1950    | 18     | Любомир Хранов – 11 гола Динамо (София)                                  | Добромир Ташков – 8 гола Спартак (Сталин)                       | -                                                           |
| 1951    | 22     | Димитър Миланов – 13 гола Ц.Д.Н.В. (София)                               | Михаил Янков – 8 гола Ц.Д.Н.В. (София)                          | -                                                           |
| 1951    | 22     | Димитър Миланов – 13 гола Ц.Д.Н.В. (София)                               | Арсен Димитров – 8 гола Динамо (София)                          | -                                                           |
| 1951    | 22     | Димитър Миланов – 13 гола Ц.Д.Н.В. (София)                               | Димитър Андонов – 8 гола Спартак (София)                        | -                                                           |
| 1951    | 22     | Димитър Миланов – 13 гола Ц.Д.Н.В. (София)                               | Николай Милков – 8 гола Локомотив (Пловдив)                     | -                                                           |
| 1952    | 22     | Добромир Ташков – 10 гола Спартак (София)                                | -                                                               | Димитър Миланов – 9 гола Ц.Д.Н.В. (София)                   |
| 1952    | 22     | Димитър Исаков – 10 гола Ударник (София)                                 | -                                                               | Стефан Божков – 9 гола Ц.Д.Н.В. (София)                     |
| 1953    | 28     | Димитър Минчев – 15 гола Спартак (Плевен) и ВВС (София)                  | Димитър Андонов – 12 гола Динамо (София)                        | К.Николов – 11 гола Червено знаме (Станке Димитров)         |
| 1954    | 26     | Добромир Ташков – 25 гола Ударник (София)                                | Петър Аргиров – 17 гола Локомотив (София)                       | Красимир Янев – 16 гола ЦДНА (София)                        |
| 1955    | 26     | Тодор Диев – 13 гола Спартак (Пловдив)                                   | Димитър Йорданов – 11 гола ВВС (София)                          | Добромир Ташков – 9 гола Ударник (София)                    |
| 1956    | 22     | Павел Владимиров – 16 гола Миньор (Димитрово)                            | Добромир Ташков – 13 гола Ударник (София)                       | Димитър Миланов – 11 гола ЦДНА (София)                      |
| 1957    | 22     | Христо Илиев – 14 гола Динамо (София)                                    | Димитър Йорданов – 13 гола Динамо (София)                       | -                                                           |
| 1957    | 22     | Христо Илиев – 14 гола Динамо (София)                                    | Димитър Миланов – 13 гола ЦДНА (София)                          | -                                                           |
| 1958    | 11     | Добромир Ташков – 9 гола Славия (София)                                  | -                                                               | Тодор Диев – 8 гола Спартак (Пловдив)                       |
| 1958    | 11     | Георги Арнаудов – 9 гола Спартак (Варна)                                 | -                                                               | Тодор Диев – 8 гола Спартак (Пловдив)                       |
| 1958/59 | 22     | Александър Василев – 13 гола Славия (София)                              | Никола Котков – 9 гола Локомотив (София)                        | -                                                           |
| 1958/59 | 22     | Александър Василев – 13 гола Славия (София)                              | Васил Романов – 9 гола Миньор (Димитрово)                       | -                                                           |
| 1958/59 | 22     | Александър Василев – 13 гола Славия (София)                              | П.Манчев – 9 гола Берое (Стара Загора)                          | -                                                           |
| 1959/60 | 22     | Димитър Йорданов – 12 гола Динамо (София)                                | -                                                               | Димитър Якимов – 11 гола Септември (София)                  |
| 1959/60 | 22     | Любен Костов – 12 гола Спартак (Варна)                                   | -                                                               | Цветан Милев – 11 гола Септември (София)                    |
| 1960/61 | 26     | Иван Сотиров – 20 гола Ботев (Пловдив)                                   | Иван Колев – 18 гола ЦДНА (София)                               | Никола Йорданов – 15 гола Дунав (Русе)                      |
| 1961/62 | 26     | Никола Йорданов – 23 гола Дунав (Русе)                                   | Тодор Диев – 19 гола Спартак (Пловдив)                          | -                                                           |
| 1961/62 | 26     | Никола Йорданов – 23 гола Дунав (Русе)                                   | Александър Василев – 19 гола Славия (София)                     | -                                                           |
| 1962/63 | 30     | Тодор Диев – 26 гола Спартак (Пловдив)                                   | Георги Аспарухов – 20 гола Ботев (Пловдив)                      | Никола Цанев – 16 гола ЦДНА (София)                         |
| 1962/63 | 30     | Тодор Диев – 26 гола Спартак (Пловдив)                                   | Георги Аспарухов – 20 гола Ботев (Пловдив)                      | Александър Василев – 16 гола Славия (София)                 |
| 1962/63 | 30     | Тодор Диев – 26 гола Спартак (Пловдив)                                   | Георги Аспарухов – 20 гола Ботев (Пловдив)                      | Никола Йорданов – 16 гола Дунав (Русе)                      |
| 1963/64 | 30     | Никола Цанев – 26 гола ЦСКА „Червено знаме“ (София)                      | Трайчо Спасов – 22 гола Марек (Станке Димитров)                 | Александър Василев – 21 гола Славия (София)                 |
| 1964/65 | 30     | Георги Аспарухов – 27 гола Левски (София)                                | Трайчо Спасов – 21 гола Марек (Станке Димитров)                 | Петър Жеков – 18 гола Берое (Стара Загора)                  |
| 1965/66 | 30     | Трайчо Спасов – 21 гола Марек (Станке Димитров)                          | Петър Жеков – 20 гола Берое (Стара Загора)                      | Никола Котков – 17 гола Локомотив (София)                   |
| 1966/67 | 30     | Петър Жеков – 21 гола Берое (Стара Загора)                               | Динко Дерменджиев – 14 гола Ботев (Пловдив)                     | -                                                           |
| 1966/67 | 30     | Петър Жеков – 21 гола Берое (Стара Загора)                               | Никола Йорданов – 14 гола Дунав (Русе)                          | -                                                           |
| 1966/67 | 30     | Петър Жеков – 21 гола Берое (Стара Загора)                               | Стефан Богомилов – 14 гола Черно море (Варна)                   | -                                                           |
| 1967/68 | 30     | Петър Жеков – 31 гола Берое (Стара Загора)                               | Никола Котков – 28 гола Локомотив (София)                       | Георги Каменов – 20 гола Ботев (Враца)                      |
| 1968/69 | 30     | Петър Жеков – 36 гола ЦСКА „Септемврийско знаме“ (София)                 | Георги Аспарухов – 22 гола Левски-Спартак (София)               | Динко Дерменджиев – 21 гола Тракия (Пловдив)                |
| 1968/69 | 30     | Петър Жеков – 36 гола ЦСКА „Септемврийско знаме“ (София)                 | Георги Аспарухов – 22 гола Левски-Спартак (София)               | Тотко Дремсизов – 21 гола Черноморец (Бургас)               |
| 1969/70 | 30     | Петър Жеков – 31 гола ЦСКА „Септемврийско знаме“ (София)                 | Христо Бонев – 20 гола Локомотив (Пловдив)                      | Динко Дерменджиев – 18 гола Тракия (Пловдив)                |
| 1969/70 | 30     | Петър Жеков – 31 гола ЦСКА „Септемврийско знаме“ (София)                 | Христо Бонев – 20 гола Локомотив (Пловдив)                      | Стефан Богомилов – 18 гола Черно море (Варна)               |
| 1970/71 | 30     | Димитър Якимов – 26 гола ЦСКА „Септемврийско знаме“ (София)              | Георги Каменов – 20 гола Ботев (Враца)                          | Христо Бонев – 17 гола Локомотив (Пловдив)                  |
| 1971/72 | 34     | Петър Жеков – 27 гола ЦСКА „Септемврийско знаме“ (София)                 | Петко Петков – 26 гола Берое (Стара Загора)                     | Стефан Богомилов – 24 гола Черно море (Варна)               |
| 1972/73 | 34     | Петър Жеков – 29 гола ЦСКА „Септемврийско знаме“ (София)                 | Христо Бонев – 28 гола Локомотив (Пловдив)                      | Никола Христов – 23 гола Дунав (Русе)                       |
| 1973/74 | 30     | Петко Петков – 20 гола Берое (Стара Загора)                              | Стефан Богомилов – 19 гола Черно море (Варна)                   | Димитър Цеков – 17 гола Етър (Велико Търново)               |
| 1974/75 | 30     | Иван Притъргов – 20 гола Тракия (Пловдив)                                | Никола Христов – 15 гола Дунав (Русе)                           | Христо Бонев – 14 гола Локомотив (Пловдив)                  |
| 1974/75 | 30     | Иван Притъргов – 20 гола Тракия (Пловдив)                                | Никола Христов – 15 гола Дунав (Русе)                           | Андрей Желязков – 14 гола Славия (София)                    |
| 1975/76 | 30     | Петко Петков – 19 гола Берое (Стара Загора)                              | Павел Панов – 14 гола Левски-Спартак (София)                    | Никола Христов – 13 гола Дунав (Русе)                       |
| 1976/77 | 30     | Павел Панов – 20 гола Левски-Спартак (София)                             | Йордан Христов – 17 гола Сливен (Сливен)                        | Иван Петров – 16 гола Марек (Станке Димитров)               |
| 1977/78 | 30     | Стойчо Младенов – 21 гола Берое (Стара Загора)                           | Андрей Желязков – 18 гола Славия (София)                        | Георги Минчев – 16 гола Славия (София)                      |
| 1978/79 | 30     | Руси Гочев – 19 гола Черноморец (Бургас) и Левски-Спартак (София)        | Чавдар Цветков – 18 гола Славия (София)                         | Спас Джевизов – 15 гола ЦСКА „Септемврийско знаме“ (София)  |
| 1979/80 | 30     | Спас Джевизов – 21 гола ЦСКА „Септемврийско знаме“ (София)               | Андрей Желязков – 19 гола Славия (София)                        | Чавдар Цветков – 18 гола Славия (София)                     |
| 1980/81 | 30     | Георги Славков – 31 гола Тракия (Пловдив)                                | Спас Джевизов – 17 гола ЦСКА „Септемврийско знаме“ (София)      | Альоша Димитров – 16 гола Академик (София)                  |
| 1981/82 | 30     | Михаил Вълчев – 24 гола Левски-Спартак (София)                           | Стойчо Младенов – 18 гола ЦСКА „Септемврийско знаме“ (София)    | Пламен Гетов – 14 гола Спартак (Плевен)                     |
| 1982/83 | 30     | Антим Пехливанов – 20 гола Тракия (Пловдив)                              | Костадин Кабранов – 17 гола Беласица (Петрич)                   | Михаил Вълчев – 16 гола Левски-Спартак (София)              |
| 1983/84 | 30     | Едуард Ераносян – 19 гола Локомотив (Пловдив)                            | Стойчо Младенов – 18 гола ЦСКА „Септемврийско знаме“ (София)    | Спас Джевизов – 17 гола ЦСКА „Септемврийско знаме“ (София)  |
| 1983/84 | 30     | Едуард Ераносян – 19 гола Локомотив (Пловдив)                            | Стойчо Младенов – 18 гола ЦСКА „Септемврийско знаме“ (София)    | Георги Славков – 17 гола ЦСКА „Септемврийско знаме“ (София) |
| 1983/84 | 30     | Едуард Ераносян – 19 гола Локомотив (Пловдив)                            | Стойчо Младенов – 18 гола ЦСКА „Септемврийско знаме“ (София)    | Никола Спасов – 17 гола Черно море (Варна)                  |
| 1984/85 | 30     | Пламен Гетов – 26 гола Спартак (Плевен)                                  | Атанас Пашев – 17 гола Тракия (Пловдив)                         | Антим Пехливанов – 16 гола Тракия (Пловдив)                 |
| 1984/85 | 30     | Пламен Гетов – 26 гола Спартак (Плевен)                                  | Атанас Пашев – 17 гола Тракия (Пловдив)                         | Димитър Аргиров – 16 гола Етър (Велико Търново)             |
| 1985/86 | 30     | Атанас Пашев – 30 гола Тракия (Пловдив)                                  | Милан Кашмеров – 23 гола Берое (Стара Загора)                   | Димитър Аргиров – 20 гола Етър (Велико Търново)             |
| 1986/87 | 30     | Наско Сираков – 36 гола Витоша (София)                                   | Петър Александров – 33 гола Славия (София)                      | Лъчезар Танев – 28 гола Средец (София)                      |
| 1987/88 | 30     | Наско Сираков – 28 гола Витоша (София)                                   | Любослав Пенев – 21 гола ЦФКА „Средец“ (София)                  | И.Младенов – 18 гола Етър (Велико Търново)                  |
| 1988/89 | 30     | Христо Стоичков – 23 гола ЦФКА „Средец“ (София)                          | Любослав Пенев – 21 гола ЦФКА „Средец“ (София)                  | Васил Драголов – 18 гола Витоша (София)                     |
| 1989/90 | 30     | Христо Стоичков – 38 гола ЦСКА (София)                                   | Петър Михтарски – 24 гола Левски (София)                        | Георги Петков – 17 гола Локомотив (София)                   |
| 1990/91 | 30     | Ивайло Йорданов – 21 гола Локомотив (Горна Оряховица)                    | Петър Михтарски – 18 гола Левски (София)                        | -                                                           |
| 1990/91 | 30     | Ивайло Йорданов – 21 гола Локомотив (Горна Оряховица)                    | Йордан Лечков – 18 гола Сливен (Сливен)                         | -                                                           |
| 1991/92 | 30     | Наско Сираков – 26 гола Левски-1914 (София)                              | Йордан Лечков – 17 гола ЦСКА (София)                            | -                                                           |
| 1991/92 | 30     | Наско Сираков – 26 гола Левски-1914 (София)                              | Владимир Стоянов – 17 гола Локомотив (София)                    | -                                                           |
| 1992/93 | 30     | Пламен Гетов – 26 гола Левски-1914 (София)                               | Владимир Стоянов – 21 гола Локомотив (София)                    | Стефан Драганов – 17 гола ЦСКА (София)                      |
| 1992/93 | 30     | Пламен Гетов – 26 гола Левски-1914 (София)                               | Владимир Стоянов – 21 гола Локомотив (София)                    | Аян Садъков – 17 гола Локомотив (Пловдив)                   |
| 1993/94 | 28     | Наско Сираков – 30 гола Левски-1914 (София)                              | Ивайло Андонов – 25 гола ЦСКА (София)                           | Пламен Гетов – 18 гола Шумен (Шумен)                        |
| 1994/95 | 30     | Петър Михтарски – 23 гола ЦСКА (София)                                   | Владко Шаламанов – 22 гола Славия (София)                       | Даниел Боримиров – 17 гола Левски-1914 (София)              |
| 1995/96 | 30     | Иво Георгиев – 21 гола Спартак (Варна)                                   | Веско Петков – 18 гола Нефтохимик (Бургас)                      | Наско Сираков – 16 гола Славия (София)                      |
| 1996/97 | 30     | Тодор Праматаров – 26 гола Славия (София)                                | Христо Марашлиев – 20 гола Левски (Кюстендил) и Спартак (Варна) | Ивайло Андонов – 18 гола ЦСКА (София)                       |
| 1997/98 | 30     | Бончо Генчев – 17 гола ЦСКА (София)                                      | -                                                               | Данило Дончич – 13 гола Локомотив (София)                   |
| 1997/98 | 30     | Антон Спасов – 17 гола Нефтохимик (Бургас)                               | -                                                               | Стефан Юруков – 13 гола Литекс (Ловеч)                      |
| 1998/99 | 30     | Димчо Беляков – 21 гола Литекс (Ловеч)                                   | Тодор Праматаров – 17 гола Шумен (Шумен)                        | Христо Марашлиев – 16 гола Левски (Кюстендил)               |
| 1999/00 | 30     | Михаил Михайлов – 20 гола Велбъжд (Кюстендил)                            | Светослав Тодоров – 19 гола Ловеч (Ловеч)                       | Пламен Тимнев – 16 гола Спартак (Варна)                     |
| 2000/01 | 26     | Георги Иванов – 21 гола Левски (София)                                   | Христо Йовов – 17 гола Ловеч (Ловеч)                            | Стефан Юруков – 14 гола Ловеч (Ловеч)                       |
| 2001/02 | 38     | Владимир Манчев – 25 гола ЦСКА (София)                                   | Стефан Юруков – 21 гола Литекс (Ловеч)                          | Тодор Колев – 19 гола (40 мача) Спартак (Плевен)            |
| 2002/03 | 26     | Георги Чиликов – 22 гола Левски (София)                                  | Мартин Кушев – 17 гола Славия (София)                           | Емил Гъргоров – 14 гола ЦСКА (София)                        |
| 2003/04 | 30     | Мартин Камбуров – 25 гола Локомотив (Пловдив)                            | Стойко Сакалиев – 17 гола Нафтекс (Бургас) и ЦСКА (София)       | Благой Георгиев – 16 гола Славия (София)                    |
| 2004/05 | 30     | Мартин Камбуров – 27 гола Локомотив (Пловдив)                            | Христо Янев – 22 гола ЦСКА (София)                              | Владислав Златинов – 15 гола Пирин (Благоевград)            |
| 2005/06 | 28     | Миливое Новакович – 16 гола Литекс (Ловеч)                               | -                                                               | Мартин Камбуров – 13 гола Локомотив (Пловдив)               |
| 2005/06 | 28     | Жозе Емилио Фуртадо – 16 гола Вихрен (Сандански) и ЦСКА (София)          | -                                                               | Мартин Камбуров – 13 гола Локомотив (Пловдив)               |
| 2006/07 | 30     | Цветан Генков – 28 гола Локомотив (София)                                | Тодор Колев – 25 гола Славия (София)                            | Еуджен Трика – 16 гола ЦСКА (София)                         |
| 2006/07 | 30     | Цветан Генков – 28 гола Локомотив (София)                                | Тодор Колев – 25 гола Славия (София)                            | Еньо Кръстовчев – 16 гола Марек (Дупница)                   |
| 2007/08 | 30     | Георги Христов – 19 гола Ботев (Пловдив)                                 | Неи – 14 гола ЦСКА (София)                                      | Марчо Дафчев – 13 гола Локомотив (София)                    |
| 2007/08 | 30     | Георги Христов – 19 гола Ботев (Пловдив)                                 | Неи – 14 гола ЦСКА (София)                                      | Зоран Балдовалиев – 13 гола Локомотив (София)               |
| 2008/09 | 30     | Мартин Камбуров – 16 гола Локомотив (София)                              | Дормушали Саидходжа – 14 гола Ботев (Пловдив) и ЦСКА (София)    | Георги Иванов - Гонзо – 12 гола Левски (София)              |
| 2009/10 | 30     | Вилфрид Нифлор – 19 гола Литекс (Ловеч)                                  | Мартин Камбуров – 16 гола Локомотив (София)                     | Жозе Жуниор – 12 гола Славия (София)                        |
| 2010/11 | 30     | Гара Дембеле – 25 гола Левски (София)                                    | Здравко Лазаров – 13 гола Локомотив (Пловдив)                   | Спас Делев – 12 гола ЦСКА (София)                           |
| 2011/12 | 30     | Иван Стоянов – 16 гола Лудогорец 1945 (Разград)                          | Жуниор Мораеш – 16 гола ЦСКА (София)                            | Янис Зику – 13 гола ЦСКА (София)                            |
| 2012/13 | 30     | Базил де Карвальо – 18 гола ПФК Левски (София)                           | Иван Цветков – 17 гола ПФК Ботев (Пловдив)                      | Георги Миланов – 16 гола Литекс (Ловеч)                     |
| 2013/14 | 38     | Вилмар Джордан – 20 гола Литекс (Ловеч)                                  | -                                                               | Маркиньос – 18 гола Локомотив (София)                       |
| 2013/14 | 38     | Мартин Камбуров – 20 гола Локомотив (Пловдив)                            | -                                                               | Маркиньос – 18 гола Локомотив (София)                       |
| 2014/15 | 28     | Анете – 14 гола Левски (София)                                           | Мартин Камбуров – 13 гола Локомотив (Пловдив)                   | Серджю Буш – 10 гола Левски (София)                         |
| 2015/16 | 28     | Мартин Камбуров – 18 гола Локомотив (Пловдив)                            | Клаудиу Кешерю – 15 гола Лудогорец 1945 (Разград)               | Матиас Курьор – 11 гола ПФК Черно море (Варна)              |
| 2016/17 | 29     | Клаудиу Кешерю – 22 гола Лудогорец 1945 (Разград)                        | Мартин Камбуров – 16 гола Локомотив (Пловдив)                   | Вандерсон – 14 гола Лудогорец 1945 (Разград)                |
| 2017/18 | 30     | Клаудиу Кешерю – 26 гола Лудогорец 1945 (Разград)                        | Фернандо Каранга – 23 гола ПФК ЦСКА (София)                     | Педро Еуженио – 15 гола Верея (Стара Загора)                |
| 2018/19 | 30     | Станислав Костов – 23 гола Левски (София)                                | Клаудиу Кешерю – 20 гола Лудогорец 1945 (Разград)               | Мартин Камбуров – 16 гола Берое (Стара Загора)              |
| 2019/20 | 30     | Мартин Камбуров – 18 гола Берое (Стара Загора)                           | Али Соу – 13 гола ПФК ЦСКА (София)                              | Исмаил Иса – 13 гола ПФК Черно море (Варна)                 |
| 2020/21 | 30     | Клаудиу Кешерю – 18 гола Лудогорец 1945 (Разград)                        | Атанас Илиев – 16 гола Ботев (Пловдив)                          | Матиас Курьор – 15 гола ПФК Черно море (Варна)              |
| 2021/22 | 30     | Пиерос Сотириу – 17 гола Лудогорец 1945 (Разград)                        | Жорди Кайседо – 16 гола ПФК ЦСКА (София)                        | Димитър Илиев – 13 гола Локомотив (Пловдив)                 |
| 2022/23 | 30     | Ивайло Чочев – 20 гола ФК Централен спортен клуб на армията 1948 (София) | Дюкенс Назон – 18 гола ПФК ЦСКА (София)                         | Игор Тиаго – 15 гола Лудогорец 1945 (Разград)               |
| 2023/24 | 30     | Александър Колев – 15 гола ФК „Крумовград“                               | Руан Крус – 14 гола Лудогорец 1945 (Разград)                    | Квадво Дуа – 13 гола Лудогорец 1945 (Разград)               |
| 2024/25 | 30     | Сантяго Годой – 18 гола Берое (Стара Загора)                             | Ахмед Ахмедов – 16 гола ФК „Спартак“ (Варна)                    | -                                                           |
| 2024/25 | 30     | Сантяго Годой – 18 гола Берое (Стара Загора)                             | Анте Аралица – 16 гола ФК „Локомотив“ (София)                   | -                                                           |